# Leptacris liyang
Leptacris liyang är en insektsart som först beskrevs av Tsai, P. 1929.  Leptacris liyang ingår i släktet Leptacris och familjen gräshoppor. Inga underarter finns listade i Catalogue of Life.